# Lîcimanî, Ovruci
Lîcimanî (în ucraineană Личмани) este un sat în comuna Kolesnîkî din raionul Ovruci, regiunea Jîtomîr, Ucraina.

## Demografie
Componența lingvistică a localității Lîcimanî
     Ucraineană (100%)
Conform recensământului din 2001, toată populația localității Lîcimanî era vorbitoare de ucraineană (100%).